# Том Вілсек
Томас Джеймс «Том» Вілсек (англ. Thomas James «Tom» Vilsack; нар. 13 грудня 1950) — американський політик, член Демократичної партії, 30-ий та 32-ий міністр сільського господарства США з 21 січня 2009 до 13 січня 2017 року та з 24 лютого 2021; губернатор Айови із 1999 до 2017.
2020 року обраний президент США Джо Байден оголосив, що номінує Вілсека на посаду міністра сільського господарства в своїй адміністрації.

## Біографія
Вілсек народився 1950 року в Пітсбурзі, штат Пенсільванія. Навчався в Гамільтонівському коледжі, який закінчив 1972 року зі ступенем бакалавра з історії, а також у Школі права Олбані, де 1975 року здобув ступінь доктора права. 1987 року Вілсек був обраний мером міста Маунт-Плезант, штат Айова, а 1992 року став членом Сенату штату. З 1999 до 2007 року займав пост губернатора Айови. Вілсек став засновником фонду Grow Iowa Values Fund, спрямованого на підтримку економіки штату й створення нових робочих місць, який, тим не менш, не зміг зупинити зростання безробіття в штаті. Також губернатор підтримував використання біопалива та розвиток альтернативних джерел енергії.
2006 року Вілсек оголосив про свій намір балотуватися на пост президента США на виборах 2008 року і в листопаді 2006 почав передвиборну кампанію, проте через невдачі на ранніх стадіях кампанії зняв свою кандидатуру в лютому 2007 року.
У грудні 2008 року Барак Обама оголосив про призначення Вілсека міністром сільського господарства США. 20 січня 2009 його кандидатура була затверджена Сенатом, наступного дня Вілсек офіційно вступив на посаду. На час своєї відставки 13 січня 2017 року, за тиждень до завершення другого президентського терміну Обами, Вілсек був єдиним міністром, котрий перебував на своїй посаді із самого початку першого президентства Обами.
Вілсек був одною з ключових кандидатур на роль кандидата в віцепрезидента США від Демократичної партії у кампанії Гілларі Клінтон 2016 року. Однак зрештою цю посаду запропонували сенатору Тіму Кейну.
2020 року обраний президент Джо Байден оголосив, що номінує Вілсека на посаду міністра сільського господарства у своїй адміністрації. Якщо Вілсек буде затверджений Сенатом, він обійме посаду міністра на початку 2021 року.
З 1973 року Вілсек одружений з Христиною Белл, у сімейної пари двоє синів.